# Kirovohradska oblast
Kirovohradska oblast ili Kirovogradska oblast (ukrajinski: Кіровоградська область, ruski: Кировоградская область) administrativna je oblast koja se nalazi se u središnjoj Ukrajini. Upravno središte oblasti je grad Kropivnicki.

## Zemljopis
Kirovohradska oblast ima ukupnu površinu 24.588 km2 te je 15. oblast po veličini, u njoj prema popisu stanovništva iz 2001. godine živi 1.133.100 te je prema broju stanovnika 25. oblast po veličini u Ukrajini. 682.100 (60,2 %) stanovnika živi u urbanim područjima, dok 451.100 (39,8 %) stanovnika živi u ruralnim područjima.
Kirovohradska oblast graniči na sjeveroistoku s Poltavskom oblasti, na istoku s Dnjipropetrovskom oblasti, na sjeveru s Čerkaškom oblasti, na istoku s Viničkom i Odeškom oblasti te na jugu s Mikolajivskom oblasti.

## Stanovništvo
Ukrajinci su najbrojniji narod u oblasti i ima ih 1.014.600 što je 90,1 % ukupnoga stanovništva oblasti.
- Ukrajinci: 90,1 %
- Rusi: 7,5 %
- Moldavci: 0,7 %
- Bjelorusi: 0,5 %
- Mađari: 0,3 %
- Bugari: 0,2 %
- Židovi: 0,1 %
- ostali: 0,6 %

Ukrajinskim jezikom kao materinskim govori 88,9 %, stanovništva, dok ruskim jezikom kao materinskim govori 3,5 % stanovništva.

## Administrativna podjela
Kirovohradska oblast dijeli se na 21 rajon i 12 gradova od kojih njih četiri ima viši administrativni stupanj, također oblast ima i 26 mala grada i 1015 naselja.

## Vanjske poveznice
- Službena stranica oblasti  Arhivirana inačica izvorne stranice od 13. kolovoza 2006. (Wayback Machine)

### Ostali projekti
|  | Zajednički poslužitelj ima još gradiva o temi Kirovohradska oblast |